# Этнографическая деревня Митиноку
Этнографическая деревня Митиноку  (яп. みちのく民俗村) ―  музей под открытым небом в парковой зоне города Китаками, в южной части префектуры Иватэ.

## История и описание
Деревня Митиноку располагалась в месте связывающем клан Датэ, правивший на южных территориях, с кланом Намбу на севере. С вершин холмов хорошо обозревается река Китаками и можно наблюдать за всей долиной. Подойти незамеченными к деревне было невозможно. Река Китаками имела важное стратегическое назначение, обеспечивая торговлю товарами между южным и северным кланами.
В Митиноку перенесено 28 старинных японских построек различных периодов. Большинство построек и артефактов относятся к историческому периоду Эдо  (1603—1868), а также копия жилища периода Дзёмон (13000—300 до н. э.). Среди построек, собранных в Митиноку: доисторическая примитивная яма с крышей из веток, усадьба фермера и дом торговца, реконструированная усадьба самурая, или «Дом Хосикава», внесённая в список важных культурных ценностей Японии, пожарная станция, школа и театр под открытым небом. В деревне действуют музеи: Городской музей, музей пожарной охраны и музей-выставка исторических экспонатов, где можно увидеть фамильные гербы периода Эдо, и музей народного быта, в котором экспонируются исторические предметы одежды, обуви и множество ручных орудий труда.

## Галерея

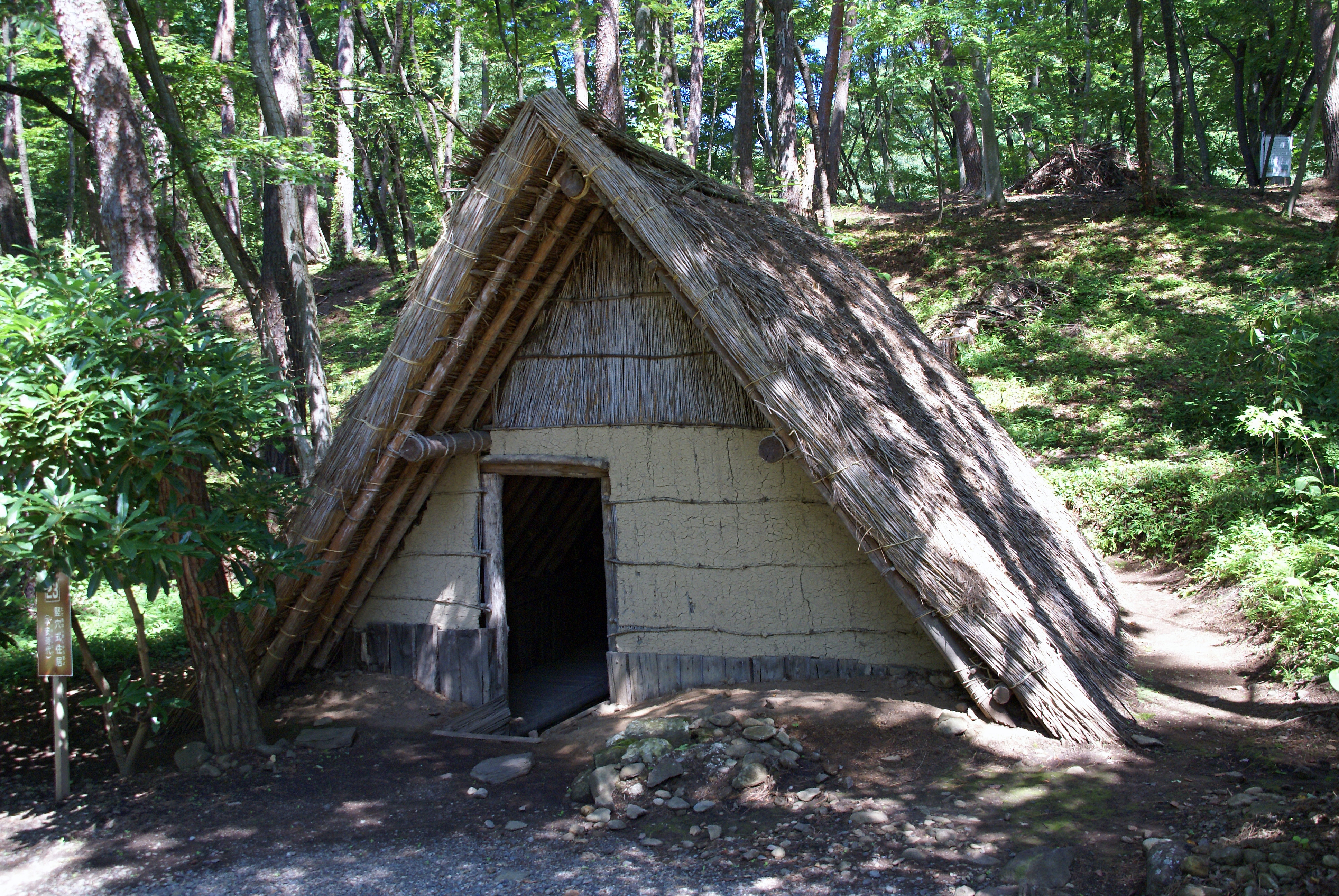
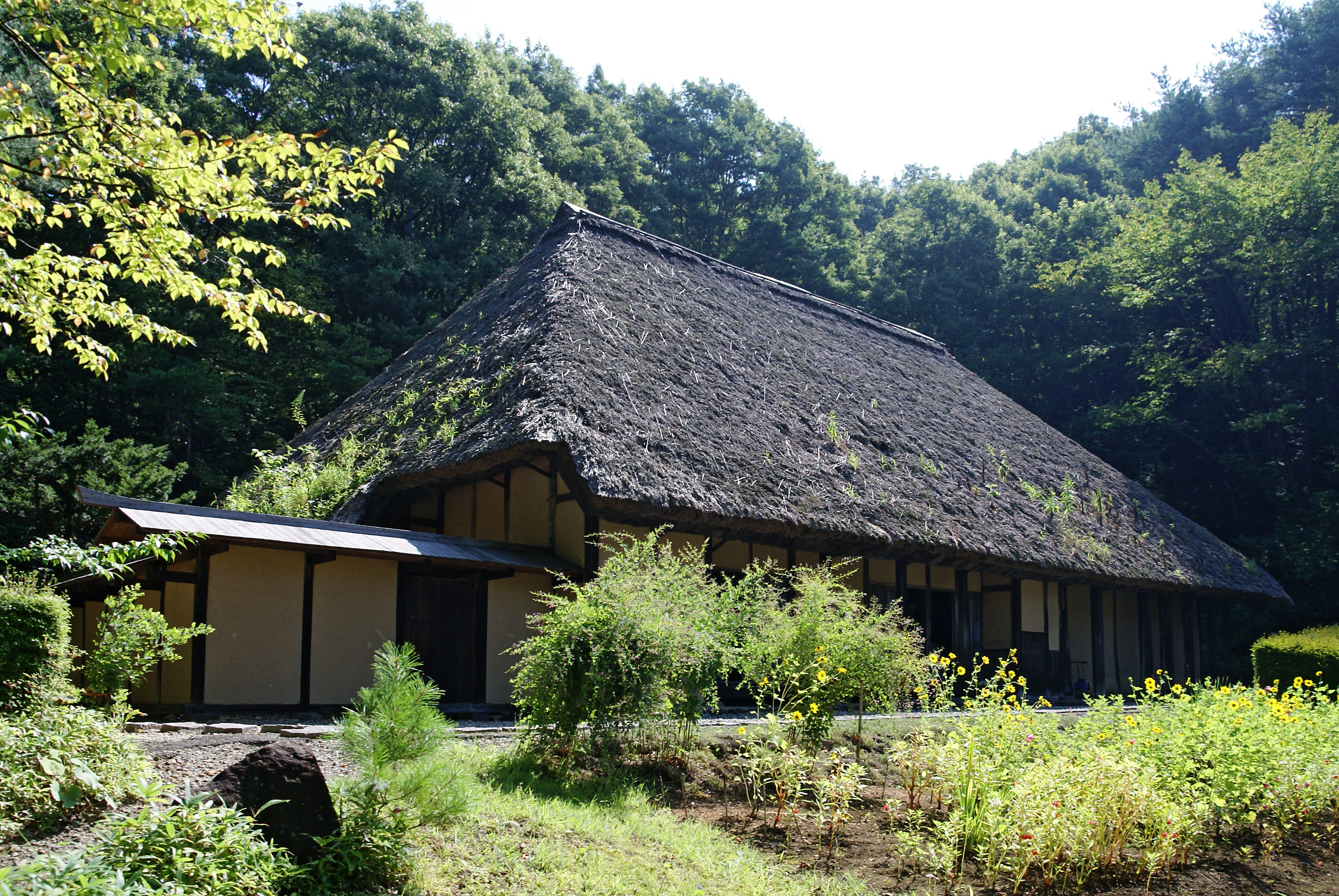
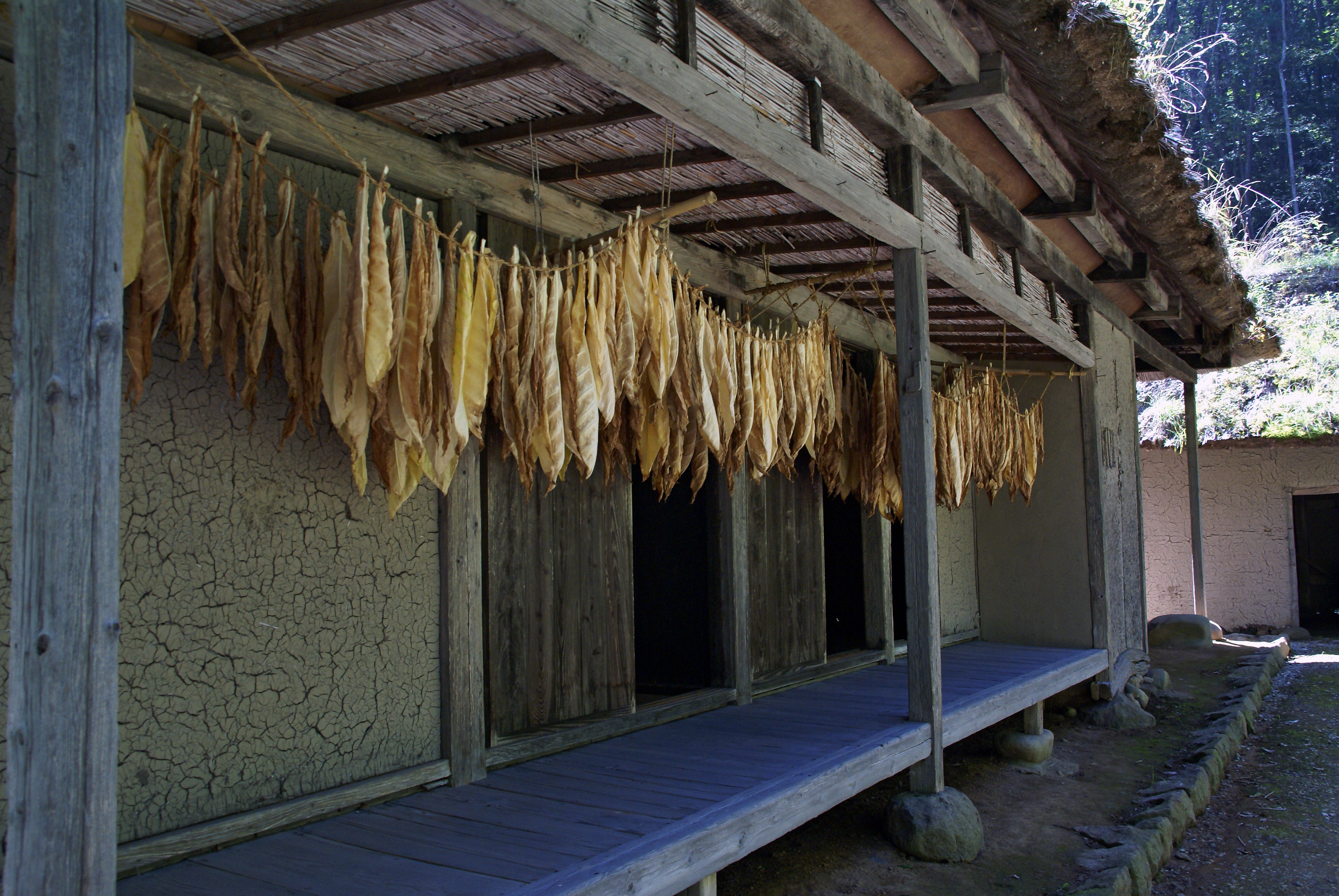
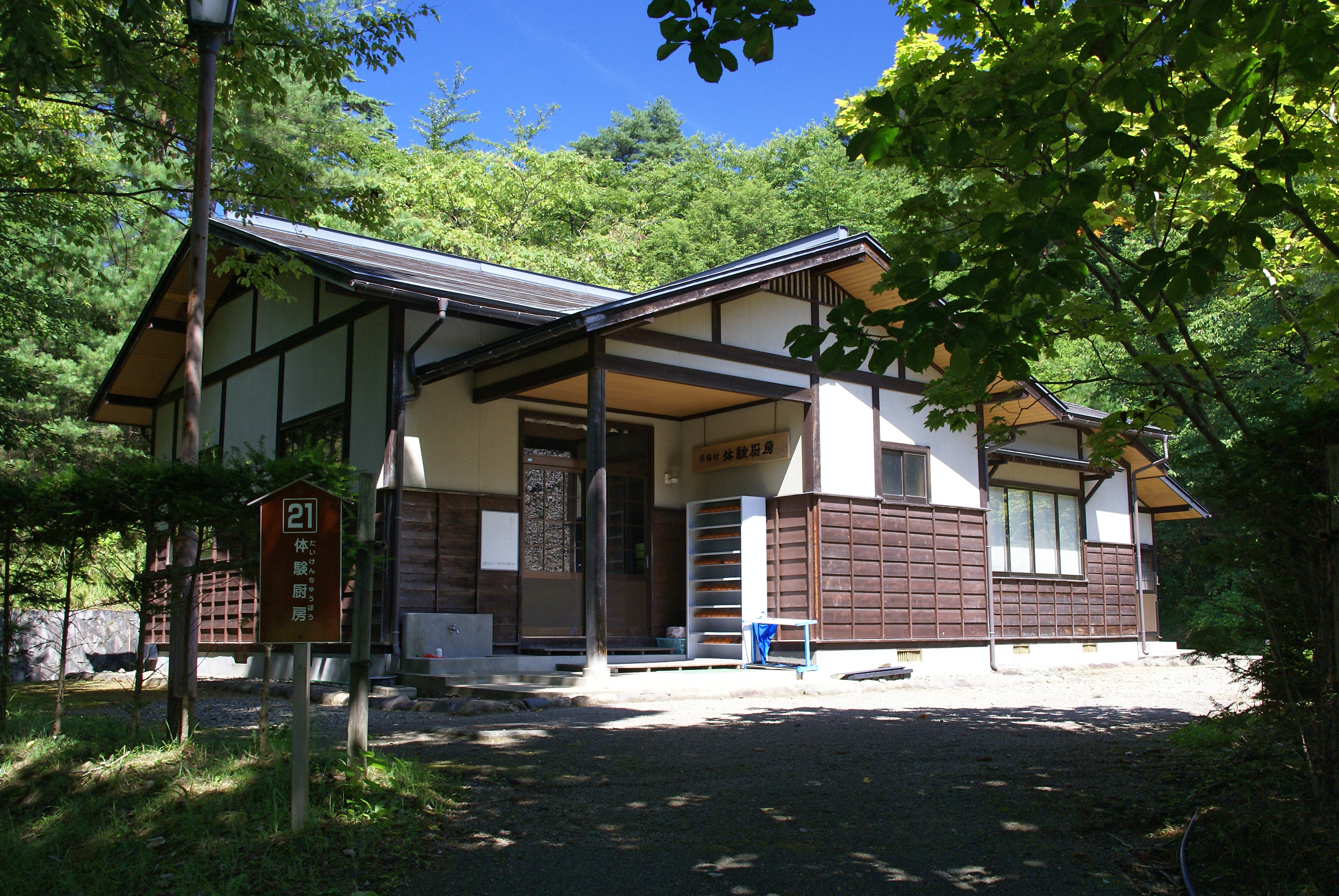
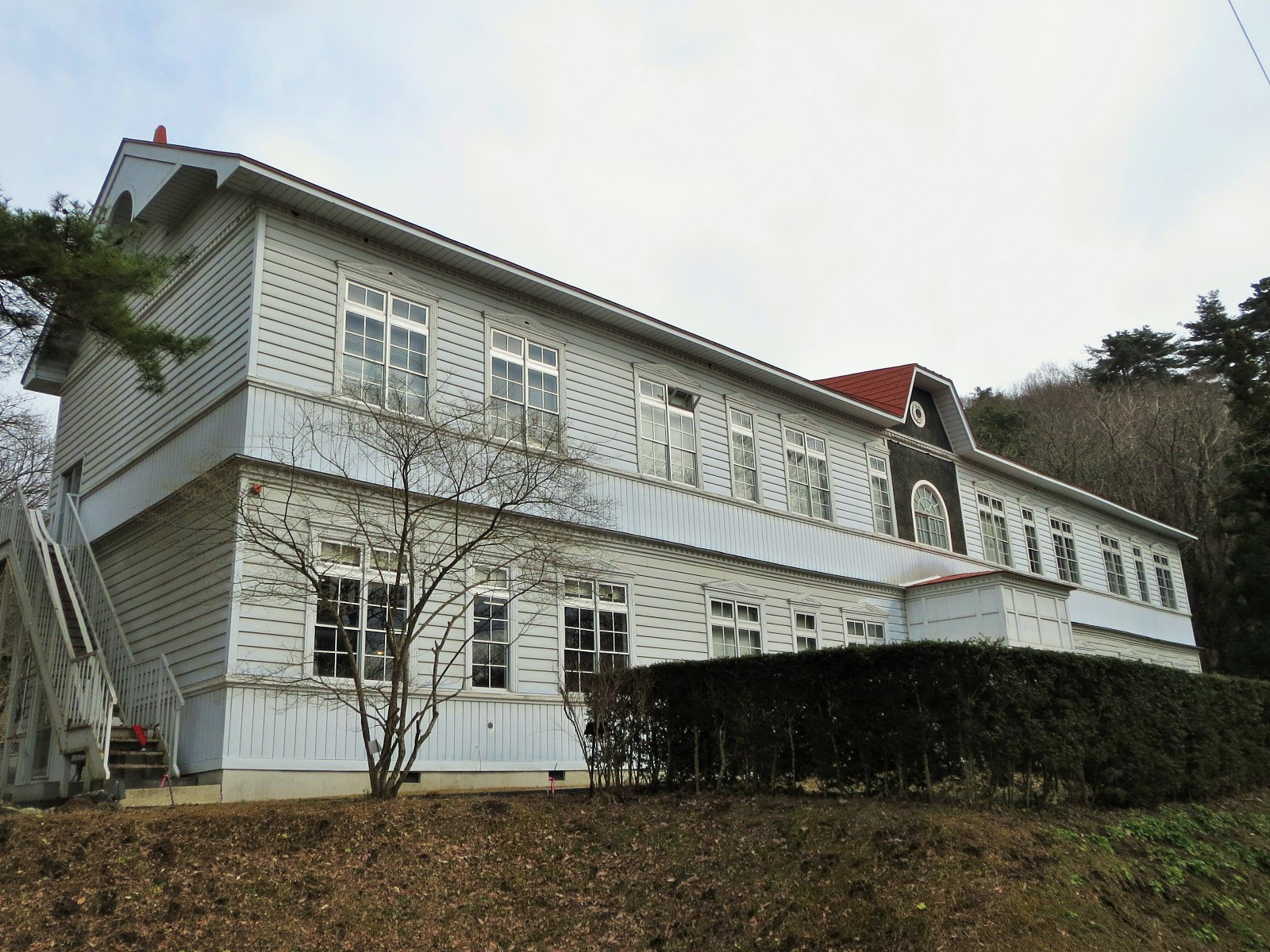